# Jan Kozák
Jan Kozák, né le 5 juillet 1929, à Brno en Tchécoslovaquie et mort le 3 octobre 2016 à Ostrava en République tchèque, est un joueur et entraîneur tchécoslovaque de basket-ball.

## Palmarès
- Finaliste du championnat d'Europe 1947, 1951, 1955